# Виза
Виза је документ, којим се даје дозвола уласка, боравка или транзита страног држављанина на територији одређене државе, која му издаје визу. Виза се уписује (или лепи као налепница) у пасош страног држављанина, или се издаје као посебан документ у облику обрасца, који је нужно предочити приликом уласка у државу.
Неке државе захтевају поседовање излазних виза, код својих грађана, за излазак из државе.
Неке земље попут Велике Британије не траже транзитне визе за транзит ка крајњем одредишту уз поседовање исправних докумената (Визе за САД, Канаду, Мексико, Аустралију) или уколико за држављанина Србије виза за ту државу није потребна. Док одређене државе (међу којима је и Србија), за носиоце пасоша за које треба извадити визу, а имају важећу Шенген визу или важећу туристичку визу за Велику Британију, државе чланице ЕУ и САД, или пак имају у тим државама регулисан боравак.
Од 1. јануара 2017. укидањем међусобног визног система између Србије и Кине, српски пасош постао је заједно са пасошима Маурицијуса и Сејшела један од јединих за које се његовом имаоцу не тражи виза за путовање у Шенген, Руску Федерацију и Кину.

## Краткорочне или гостујуће визе
За краткорочне посете у посећену земљу. Многе земље разликују различите разлоге за такве посете, као што су:
- Приватна виза за приватне посете по позиву резидената посећене земље.
- Туристичка виза на ограничен период за туристичка путовања, без дозволе за обављање комерцијалне делатности.[3]
- Медицинска виза за обављање дијагностике или лечења у болницама или другим медицинским установама посећене земље.[4][5][6]
- Пословна виза, за обављање трговине у земљи.
- Спортска или уметничка виза, издаје се спортистима и уметницима, који наступају на такмичењима, концертима, шоу и другим манифестацијама.
- Виза избеглице, која се издаје лицима која беже од опасности прогона, рата или природне катастрофе.
- Поклоничка виза: овај тип визе се углавном издаје онима који намеравају посетити верска места и/или учествовати у одређеним верским церемонијама. Најпознатији пример је виза за хаџ у Саудијској Арабији.[7]

## Дугорочне визе
Визе, које су важеће за дугорочан боравак одређене дужине, укључују:
- Студентска виза (F-1 у САД), која омогућава њеном власнику да студира на вишем образовном институту у земљи издаваоца. Немачка нуди три основне визе: студентска виза (за уписане студенте), студентска виза за кандидате (за оне који подносе пријаву у Немачкој) и виза за језичке курсеве. Студенти из земаља ЕУ/ЕЕЗ не требају визу, док већина студената из земаља које нису у ЕУ/ЕЕЗ морају да је добију пре доласка.[8]
- Привремена радна виза за одобрено запослење у примајућој земљи.
- Виза за новинара, коју неке земље захтевају од људи из ове професије приликом путовања по пословима својих новинских организација.[9]
- Виза за боравак, издаје се лицима која добијају дугорочни боравак у примајућој земљи.
- Виза за добијање азила издаје се лицима која су била прогањана у својој земљи или основано страхују од прогона због своје политичке активности или уверења, или посебности, или повезаности са друштвеном групом; или су била протерана из своје земље.
- Виза за издржаване чланове, која се издаје одређеним члановима породице носиоца дугорочне визе неких других типова.
- Виза за дигиталне номаде за дигиталне номаде који желе привремено боравити у земљи, обављајући даљински рад. Тајланд је покренуо своју SMART визу, фокусирану на високо квалификоване странце и предузетнике, који желе остати у Тајланду на дужи период, са онлајн пријавама за визу које су планиране за крај 2018. године. Естонија је такође најавила планове за визу за дигиталне номаде након покретања свог електронског резидентства.

## Врсте виза
Постоји неколико врста виза: 
- путна виза
- транзитна виза
- групна виза
- дипломатска виза
- службена виза

## Услови издавања
Да бисте добили визу, можда ћете морати да приложите фотографију заједно са захтевом за визу. Заједнички захтеви за фотографију за визу су:
- На фотографији би вам требало бити видљиво цело лице.
- Не можете носити наочаре или сунчане наочаре, осим из медицинских разлога.
- Фотографија треба да буде скорашња и у боји.
- Позадина треба да буде бела или сасвим бела.
- Ваша коса и накит не би требало да крију карактеристике вашег лица.
- Израз лица треба да буде неутралан.
- На фотографији за визу морате бити отворених очију и затворених уста.

## Преглед визног режима за држављане Републике Србије
Ово је графички преглед карте света, на којој су приказан однос држава света према пасошу држављана Републике Србије.

## Преглед визног режима Републике Србије
Ово је графички преглед карте света, на којој је приказан визни режим Републике Србије.